# Râul Valea Aurie
Râul Valea Aurie este un curs de apă, afluent al râului Cibin. 